# Metamerismo
Il metamerismo consiste nella possibilità di ottenere un effetto ottico tale che l'occhio percepisca la stessa sensazione di colore in presenza di luce con distribuzione spettrale diversa dal colore puro in questione.
Si tratta di un'illusione ottica basata sulla natura dell'interpretazione del colore da parte dell'occhio umano, è possibile creare la sensazione di un colore "puro", ottenuto selezionando la sola lunghezza d'onda che genera quella determinata sensazione di colore miscelando a dovere più lunghezze d'onda differenti. Un esempio è il bianco di una lampada fluorescente formato da spettri non uniformi; in questo caso la temperatura di colore che si trova sulle confezioni è la temperatura a cui deve essere un corpo nero perché l'occhio umano percepisca la stessa sensazione di colore.
Il fenomeno chiamato “metamerismo" si ha quando colori che appaiono all'occhio identici sotto una certa luce, mostrano tonalità differenti se illuminati con una luce diversa.
In sostanza c'è metamerismo quando due colori si equivalgono sotto una fonte di luce, ma risultano differenti ad altre esposizioni.

## Misurazione del metamerismo
La miglior misura conosciuta di metamerismo è l'Indice di resa cromatica che è una funzione lineare della media della distanza euclidea tra i vettori di verifica e di riferimento (riflettanza spettrale) nello spazio colore CIE 1964.
Una misura più recente per i simulatori di luce diurna è la MI (CIE Metamerism Index) [Indice di Metamerismo CIE] che deriva dal calcolo della media della differenza di colore di 8 metameri (5 nello spettro visibile e 3 nell'intervallo ultravioletto in CIELAB o CIELUV).
La differenza principale tra la CRI e la MI è nello spazio colore usato per calcolare la differenza di colore, nel primo obsoleto e non uniforme percettivamente.
MI può essere decomposto in MIvis e MIUV se viene considerato solo una parte dello spettro.
Il risultato numerico può essere interpretato mediante cinque categorie di lettere:
| Categoria | MI (CIELAB) | MI (CIELUV) |
| --------- | ----------- | ----------- |
| A         | <0.25       | <0.32       |
| B         | 0.25–0.5    | 0.32–0.65   |
| C         | 0.5–1.0     | 0.65–1.3    |
| D         | 1.0–2.0     | 1.3–2.6     |
| E         | >2.0        | >2.6        |